# Кинс (Илиноис)
Кинс (енгл. Keenes) град је у америчкој савезној држави Илиноис.

## Демографија
По попису из 2010. године број становника је 83, што је 16 (-16,2%) становника мање него 2000. године.
| Група             | 2000.       | 2010.      |
| Белци             | 99 (100,0%) | 81 (97,6%) |
| Афроамериканци    | 0 (0,0%)    | 0 (0,0%)   |
| Азијати           | 0 (0,0%)    | 0 (0,0%)   |
| Хиспаноамериканци | 0 (0,0%)    | 1 (1,2%)   |
| Укупно            | 99          | 83         |